# اسلاوکو لابویچ
اسلاوکو لابویچ (انگلیسی: Slavko Labović؛ زادهٔ ۱۷ نوامبر ۱۹۶۲) بازیگر دانمارکی-صربستانی است.
از فیلم‌ها یا برنامه‌های تلویزیونی که وی در آن نقش داشته‌است می‌توان به موادفروش و موادفروش ۳ اشاره کرد.